# Adecco

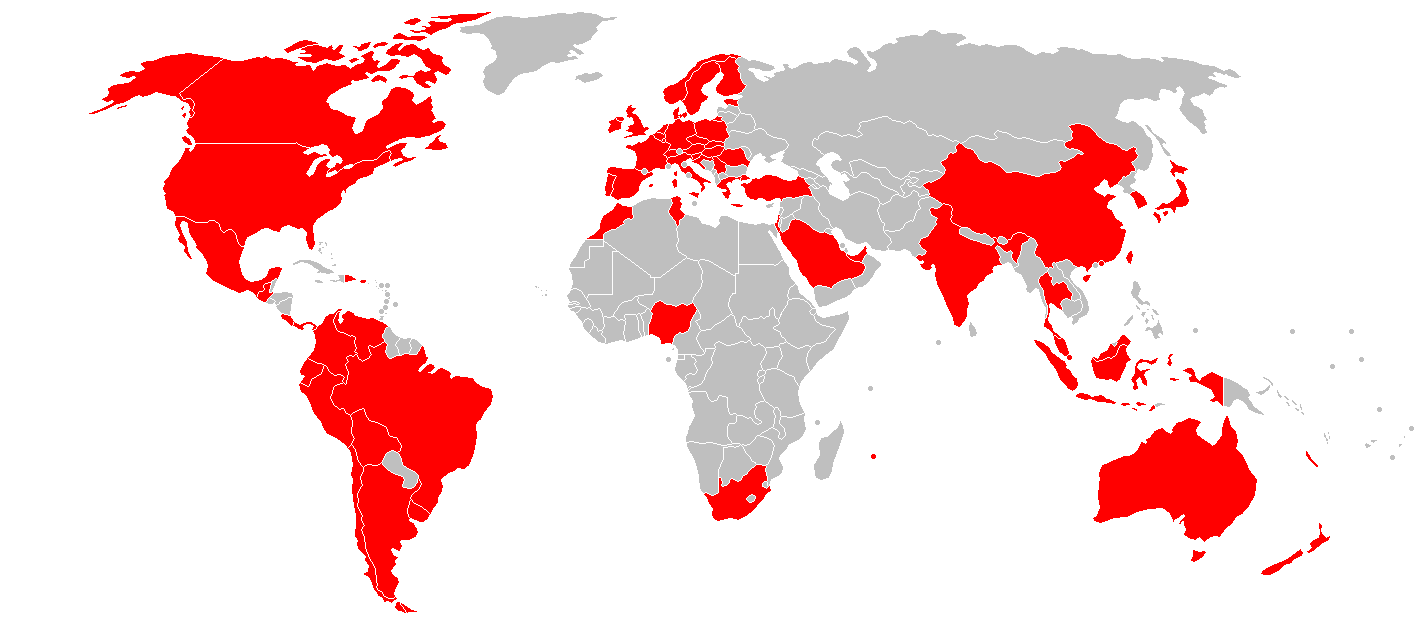
Zasięg Adecco

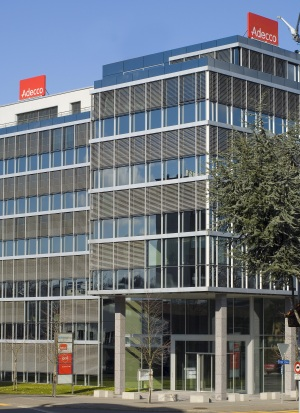
Główna siedziba Adecco

Adecco S.A. – agencja zatrudnienia, szwajcarskie przedsiębiorstwo świadczące usługi z zakresu zarządzania zasobami ludzkimi z siedzibą w Glattbrugg. Adecco Group posiada przeszło 5500 oddziałów w 60 krajach na wszystkich kontynentach i zatrudnia ponad 33 000 pracowników, obsługując ponad 100 000 klientów każdego dnia. Adecco powstało w 1996 r. z połączenia szwajcarskiego przedsiębiorstwa Adia (zał. 1957 w Lozannie) i francuskiego Ecco (zał. 1964 w Lyonie).

## Historia
- 1996: Agencje pracy Ecco i Adia Interim podejmują decyzję o fuzji, tworząc ogólnoświatową organizację o dochodzie 5,4 miliardów euro. Połączone w Adecco posiadają 2500 oddziałów i obsługują 250 000 pracowników (w dużej mierze tymczasowych) w przedsiębiorstwach na całym świecie.
- 2000: Adecco przejmuje Olsten Staffing, stając się największą agencją rekrutacyjną w USA, dochód roczny podnosi się do 17 miliardów euro.
- 2002: Adecco konsoliduje swoje aktywności pod trzema firmami.
- 2005: Przedsiębiorstwo scala wszystkie oddziały na świecie pod firmą Adecco.
- 2006: Po przejęciu niemieckiej DIS AG, Dieter Scheiff zajmuje pozycję dyrektora generalnego Adecco Group. Dominik de Daniel zostaje dyrektorem finansowym.
- 2007: Walne zgromadzenie wspólników przyjmuje nominację Jürgena Dormanna na przewodniczącego rady nadzorczej, Rolf Dörig zostaje jego zastępcą. Klaus J. Jacobs, współzałożyciel Adecco, składa rezygnację po osiągnięciu wieku emerytalnego.
- 2009: Rolf Dörig zostaje następcą Dormanna na stanowisku przewodniczącego rady nadzorczej.
- 2009: Adecco przejmuje Spring Group.
- 2010: Adecco przejmuje MPS Group za 1,3 miliarda dolarów[7][8] nie zmieniając jej nazwy[9].
- 2010: Adecco zakłada joint venture w Szanghaju z chińską agencją pracy Fesco, które rozpoczyna działalność 1 stycznia 2011.